# 神鬼認證 (電影)
《神鬼認證》（英語：The Bourne Identity）是美德合拍的2002年动作惊悚片，根据勞勃·勒德倫的同名小说改编。影片由道格·李曼执导，剧本由東尼·格萊和威廉·布莱克·赫伦改编。勒德倫于2001年去世，但他的名字还是与制片人法蘭克·馬歇爾列在了一起。马特·达蒙出演患有极端记忆丧失的男主角傑森·包恩，试图在逃避美国中央情报局追杀的同时发掘出自己的真实身分。片中的其他几位主要演员包括法蘭卡·波坦特、克里斯·庫柏、克萊夫·歐文、布萊恩·考克斯和艾德瓦利·亞肯努耶-阿嘉巴傑。
环球影业于2002年6月14日在美国发行了本片，获得了较为正面的专业和公众评价。影片是谍影重重系列电影的开山之作，之后已推出2004年的《神鬼認證2》、2007年的《神鬼認證：最後通牒》、2012年的《神鬼認證4》以及2016年的《神鬼認證：傑森包恩》4部续集。

## 故事
在接近马赛的地中海，一艘意大利渔船救起了一位在海上漂流的男子，看起来他是美国人，背上有两处枪伤，并且屁股的皮肤下还经手术植入了一个微型激光投影仪，启动时将显示出苏黎世银行的一个保險箱号码。男子苏醒后虽然身体机能都很正常，还会说多国语言，但已经完全忘记了自己的身分或是获救前究竟发生了什么。船靠岸后，船长给了男子一笔钱，而他决心前往苏黎世打开保险箱，希望可以找到自己身分的线索。
在位于弗吉尼亚州兰利的中央情报局总部，副局长沃德·阿博特（Ward Abbott）得知中央情报局试图暗杀流亡海外的奈及利亞獨裁者尼匡纳·旺博西（Nykwana Wombosi）的计划失败了。与此同时在苏黎世，失忆男子打算在公园过夜，但当两名警察试图拘留他时，他用高超的空手格斗技将对方打晕了过去。次晨，他到银行打开了保险櫃，发现其中除了一支手枪和大量的各国货币外，还有多本贴有自己照片但姓名、国籍等資訊各不相同的护照，其中美国护照上印的名字是杰森·伯恩（Jason Bourne）。他最后决定留下手枪，将其他东西全部带走。
男子离开后，一个银行雇员打电话给中央情报局秘密行动计划“绊脚石”的行动主管亚历山大·康克林（Alexander Conklin），后者向副局长阿博特保证会弥补伯恩对旺博西失败的暗杀，并启用三名杀手追杀伯恩。伯恩一开始被警察盯上，他马上用之前拿到的美国护照走进美国领事馆躲避，并在这里看見了一位名叫玛丽·克罗伊茨（Marie Kreutz）的德国女性及其洽公狀況，隨後被領事館人員發現可疑遭追捕但逃出館外，並遇見正欲離去的瑪麗，为了摆脱警方的追踪，他提议付玛丽两万美元开车送他到护照上所记录的一个巴黎地址。
伯恩和玛丽到达了地址上标明的公寓，他重新拨通记录中自己的电话号码，电话接到了一家旅館，伯恩查询了一些人名的入住資訊，该旅館没有“杰森·伯恩”入住，但有一位“约翰·迈克尔·肯恩”（John Michael Kane）于两星期前在一场车祸中丧生。这时，康克林派来的一名杀手卡斯特尔（Castel）从阳台的窗户外冲进公寓试图杀死两人，但被伯恩打败。玛丽在卡斯特尔的背包裡发现印有自己和伯恩照片的通緝令，这时卡斯特尔也从地上爬起来冲出阳台跳楼自杀。玛丽震惊之下被伯恩强架着离开公寓，看到房东老太太的尸体时还呕吐出来，但最终她收拾起心情，决心和伯恩一起逃离并调查这个“约翰·迈克尔·肯恩”。
旺博西把自己险遭暗杀的情况报告了警察，康克林为了平息事态而安排把一具尸体放在巴黎的停尸房，希望能让旺博西相信试图杀死自己的杀手“肯恩”已经死了，但后者没有上当。于是康克林派出杀手“教授”暗杀了旺博西。伯恩到停尸房看过尸体后，用肯恩的身分收集了一些有关旺博西游艇的资料，得知当时试图暗杀后者的杀手在逃离过程中两次被枪打中。他断定自己就是那个杀手，然后和玛丽一起前往法国乡下避难。玛丽的英国籍前男友埃蒙（Eamon）在当地有座农场，两人到达后不久，埃蒙也带着自己的两个孩子和一条狗回来了。康克林根据线索追踪到了这所房子，并派教授前去追杀，早上，伯恩得知埃蒙养的狗不见了后，意识到有杀手找上门来了。他叫埃蒙和玛丽带上孩子躲到地下室，自己找到屋子里的猎枪前去对付教授，之后成功在野地裡包抄并重创了对方，教授临死前透露两人与绊脚石存在共同的联系。伯恩安排玛丽和埃蒙一起离开，然后用教授的手机联系了康克林安排会面，康克林在约定地点布下天罗地网，但是伯恩没有现身，而是跟踪对方的车辆找到了绊脚石在巴黎的安全屋。
伯恩打进了安全屋，并用枪指住了康克林，这个时候他开始回忆起自己最后一次任务过程的片断。他的确就是那个杀手约翰·迈克尔·肯恩，但在成功潜入旺博西游艇后的最后时刻却没有扣动扳机，选择放对方一条生路，因为旺博西的孩子就在旁边睡觉，之后肯恩在逃离游艇的过程中被打中了两枪。伯恩告诉康克林自己决定退出绊脚石，并警告对方不要再试图追踪自己。之后，伯恩和康克林都离开了安全屋，伯恩一路上又不得不杀死更多的间谍，而康克林则被街上一辆车里走出的男子所杀。原来中央情报局副局长阿博特下令终止绊脚石的同时，也授权了这一暗杀。之后，伯恩来到希腊米科诺斯岛一间出租速克達的店铺，找到了在这里开店的玛丽，两人重新拥抱在一起。

## 演员
- 马特·达蒙饰傑森·包恩
- 法蘭卡·波坦特饰玛丽·海伦娜·克罗伊茨
- 克里斯·庫柏饰亚历山大·康克林
- 布萊恩·考克斯饰沃德·阿博特
- 克萊夫·歐文饰教授

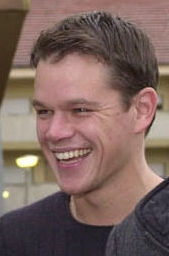
2001年的马特·达蒙

- 艾德瓦利·亞肯努耶-阿嘉巴傑饰尼匡纳·旺博西
- 加百利·曼恩饰丹尼·佐恩（Danny Zorn）
- 茱莉亞·史緹爾饰妮琪·帕森（Nicki Parson）

## 製作

### 发展
导演道格·李曼表示自己高中时就已经是勞勃·勒德倫原著小说的粉丝。他在前一部作品《摇摆者》快要制作完成时决定将该小说改编成一部电影。经过两年时间从华纳兄弟取得小说的电影改编版权，再又花了一年时间和剧作家東尼·格萊一起编写剧本后，电影开始了长达两年的制作。
李曼的父亲曾在罗纳德·里根手下为美国国家安全局工作，他参与了对伊朗门事件的调查工作，并在之后将自己的经历写进了回忆录。电影中绊腿石组织的内部运作就是受到李曼父亲工作的启发，特别是这本回忆录。亚历山大·康克林一角的许多方面都是根据李曼父亲对奥利弗·诺思的回忆塑造的。李曼承认自己抛弃了原著小说中的许多内容，以便选用那些更符合自己对美国外交政策看法的素材。不过，李曼也尽可能避免将自己的政治观点强加给观众。起初有些人担心电影可能会因九一一袭击事件而导致显得过时，不过事件证明，这样的担心是毫无根据的。

### 演员
李曼在选定马特·达蒙出演杰森·伯恩一角前还考虑过包括羅素·高爾和席維斯·史特龍在内的多位演员。李曼觉得达蒙能够清楚地认识到，电影中虽然有一定份量的动作戏码，但其重点仍然是人物和剧情。达蒙之前还从未扮演过这样在体力上要求很高的角色，但他却选择亲自出演大部分的特技博击戏码。在特技动作设计师尼克·鲍威尔（Nick Powell）和教练杰夫·依马达（Jeff Imada）的指导下，达蒙接受了三个月广泛的特技动作训练，包括武器使用、拳击和菲律宾武术。他最终亲自上阵表演了片中的大量特技，包括空手博击和接近片尾时徒手攀爬安全屋外墙的部分。

### 拍摄
从拍摄一开始，导演就与环球影业之间出现了裂痕，导致电影的制作进度受到拖延。电影公司的高管无论是对影片的节奏、侧重点和小规模的动作戏码都不满意。之后在开发和档期中出现的一连串问题需要通过镜头重拍和剧本改写来解决，这导致电影的预计上映日期从2001年9月推迟到了2002年6月，并且原本6000万美元的预算也超支了800万美元。剧作家東尼·格萊在几乎整个电影拍摄期间都使用传真来发送改写的剧本内容。原本格萊的剧本将电影安排在农场的大战后结束，之后电影公司坚持请来第三方对剧本进行改写，最后在李曼和马特·达蒙的坚持下，这段内容才得以保留。李曼和达蒙认为，虽然这场戏有些低调，但对于观众理解伯恩的个性以及电影的核心主题来说是不可或缺的。之后这场农场的戏段在最终确定保留前，还经过了多次改写。
电影拍摄过程中存在的其它问题包括：制片商希望把巴黎的镜头改在蒙特利尔或布拉格拍摄，以求节约成本。李曼坚持在电影中使用法语，试映时观众对电影在巴黎结局的反映很差。其中最后一个问题让剧组和演员又回到拍摄地点来拍摄一个新的，拥有更多动作镜头的结局。除了巴黎外，剧组还分别在布拉格、因佩里亞、罗马、米科诺斯岛和苏黎世进行了拍摄，电影中多处苏黎世的外景实际上是在布拉格拍摄的。
达蒙称拍摄过程很艰难，谈起了自己和李曼起初与制片商存在的冲突，但他不认为这个过程太过困难：“有时候会听到有人说什么拍电影就像做恶梦，我感觉，不至于吧？拍电影总是不容易的，但我们还是搞定了。”
李曼的导演方式是经常动手。他经常亲自操控摄影机，他相信这样可以与演员和剧情建立起更紧密的联系。他觉得要是自己就只是坐在镜头前观察指挥，这样的联系是没法建立起来的。这一心态与他作为一个小成本独立制作电影导演的背景有关。
电影中广受好评的追车桥段主要是由亚历山大·维特（Alexander Witt）领导的第二剧组拍摄的。他们在巴黎的多个地点进行拍摄，而李曼同时则在城市的其它角落拍摄主线情节内容。完成的镜头再经剪辑合并起来，让观众感觉这是一段连贯的镜头。李曼承认，“任何一个真正了解巴黎的人都能找到其中不合逻辑的地方”，因为片中追车所涉及的几个地点之间并没有道路连接。李曼只拍摄了为数不多的几个追车镜头，其中最受好评的就是马特·达蒙和法蘭卡·波坦特坐在同一辆车中逃避警察的桥段。

## 上映
《神鬼認證》於2002年6月14日在美國上映，發行商由環球影業擔任。
臺灣方面，該片於2002年8月23日院線上片，主演戴蒙親自挑選臺北作為亞洲地區的宣傳站，於8月20日搭機飛抵臺灣，參加22日晚間的首映禮，23日離臺。

## 反响

### 专业评价
《神鬼認證》获得了较为正面的评价。根据烂蕃茄上收集的184篇专业评论文章来看，其中153篇给出了“新鲜”的正面评价，“新鲜度”为83%，平均得分7（最高为10）。网站上对影片的共识评价中写道：“纯熟的混合流派模式中又带有连串意想不到的机智，《神鬼認證》是一部超出预期的动作惊悚片。”而在Metacritic上收集的38篇评论文章中，有26篇给出好评，1篇差评，11篇褒贬不一，平均得分68（最高100）。
《芝加哥太陽報》的罗杰·埃伯特给予本片三星的评价（最高四星），称赞这部“技艺精湛到有些不必要”的电影对间谍类型片的风格作出了改变，观众可以更专注于其中的间谍斗争。“戴蒙的表现很真诚，也值得引起观众的注意。”。“电影怪胎中心”（Film Freak Central）的沃尔特·曹格（Walter Chaw）表扬了电影的节奏和动作桥段，认为这些场面“强而有力，公平而巧妙，每场高潮戏码都很扣人心弦”，并且还是对这一类型片的一次巧妙的颠覆。网站的查尔斯·泰勒称赞这是一部“（很有）娱乐性，帅气而扣人心弦”的电影，“《神鬼認證》是暑期大制作大片中的一个异类：一部让人感觉很有头脑的惊悚片，更注重故事和人物，而不单是场面的壮观”。他还称赞李曼给予影片一个“坚韧的胸怀”，从不会向“冷嘲热讽和绝望感”投降。
杂志的埃德·冈萨雷斯也注意到了道格·李曼“对素材内敛的处理手法”以及马特·达蒙和法蘭卡·波坦特之间强烈的化学反应，不过最终他认为这是一部“聪明，但还不够聪明”的电影。《乡村之声》的J·霍伯曼（J. Hoberman）批评这是一部“平庸”之作，并将之与李曼之前的独立制片作品相比而感到失望。《娱乐周刊》的欧文·格雷伯曼（Owen Gleiberman）也对影片持负面看法。亚伦·贝尔利（Aaron Beierle）特别称赞了电影中的追车场面，形容这场精彩的动作戏是该类型片中最出色的。

### 票房
《神鬼認證》上映首周从2,638家电影院获得了2,711万8,640美元的进账，最终在北美的票房收入为1亿2,166万1,683美元，其他国家和地区9,226万3,424美元，全球总计2亿1,403万4,224美元。

### 荣誉
| 年代 | 组织                                         | 奖项                         | 类别/获奖者                                      | 结果 |
| ---- | -------------------------------------------- | ---------------------------- | ------------------------------------------------ | ---- |
| 2003 | 美国作曲家、作家和发行商协会电影和电视音乐奖 | 美国作曲家、作家和发行商协会 | 票房热门电影——約翰·包威爾                        | 獲獎 |
| 2003 | 美国科幻奇幻恐怖电影学院                     | 土星獎                       | 最佳动作/历险/惊悚片                             | 提名 |
| 2003 | 美国编排奖                                   | 美国编排奖                   | 打斗编排杰出成就奖——尼克·鲍威尔（Nick Powell）              | 獲獎 |
| 2003 | 藝術指導公會                                 | 杰出艺术指导奖               | 剧情电影——当代电影类                             | 提名 |
| 2003 | 美国电影音效剪辑师协会                       | 金卷轴奖                     | 国内长片最佳音效剪辑——对话和配音，音效与弗利音效 | 提名 |
| 2003 | 世界特技奖                                   | 金牛座奖                     | 最佳车辆使用                                     | 獲獎 |

## 家用媒体
2003年1月21日，环球影业发行了《神鬼認證》的DVD。其中DVD有两个单碟版本，一个是宽屏珍藏版，另一个是满屏珍藏版。两个版本中都包括电影拍摄的纪录片，导演道格·李曼的评论音轨和删除镜头等附加内容。2003年6月3日又发行了VHS录像带。2004年7月13日，环球在美国发行了新的DVD来为续集《神鬼認證2》上映造势。新DVD同样是两个单碟版本，一个是宽屏加长版，另一个是满屏加长版。其中增加了对马特·达蒙的采访，删除镜头，不同的电影开头和结局，有关中央情报局和失忆症的資訊以及领事馆打斗戏段的纪录片。这个版本结局显示伯恩在寻找玛丽的过程中崩溃了，醒来时阿博特站在他旁边，请他回归中央情报局。不过两个版本都没有提供之前珍藏版里包含的评论音轨。影片还于2005年8月30日针对索尼的PlayStation Portable发行了UMD，之后于2007年7月24日发行了HD DVD。在《神鬼認證：最後通牒》发行DVD后，《神鬼認證》、《神鬼認證2》和《神鬼認證：最後通牒》于2009年1月一起发行了三部曲套装蓝光光碟。

## 原声带
| 評論得分 | 評論得分 |
| 來源     | 評分     |
| -------- | -------- |
| Allmusic | [ 35 ]   |
|          | [ 36 ]   |

《神鬼認證：原创电影原声带》于2002年6月11日发行，其中包含有作曲家約翰·包威爾创作，好莱坞演播室交响乐团演奏的19首曲目。这张原声带获得了美国作曲家、作家和发行商协会的肯定。
曲目列表：
| 曲序 | 曲目 | 时长 |
| ---- | ---- | ---- |
| 1.   |      | 4:19 |
| 2.   |      | 1:21 |
| 3.   |      | 2:12 |
| 4.   |      | 4:07 |
| 5.   |      | 1:42 |
| 6.   |      | 3:13 |
| 7.   |      | 1:30 |
| 8.   |      | 3:27 |
| 9.   |      | 1:31 |
| 10.  |      | 2:12 |
| 11.  |      | 1:40 |
| 12.  |      | 3:43 |
| 13.  |      | 2:54 |
| 14.  |      | 3:05 |
| 15.  |      | 3:45 |
| 16.  |      | 2:21 |
| 17.  |      | 3:36 |
| 18.  |      | 5:58 |
| 19.  |      | 2:16 |

## 电子游戏
2008年，《神鬼認證》被改编成电子游戏《神鬼認證》，该游戏拥有PlayStation 3和Xbox 360版本。

## 续集
2004年上映的《神鬼認證2》是本片的续集，该片也获得了影评人和观众类似的正面评价，不过也有影评人批评片中手提攝影机的拍摄风格让动作戏很难看清楚。影片由保羅·葛林葛瑞斯执导，马特·达蒙继续出演同一角色。2007年的《神鬼認證：最後通牒》是本片的第二部续集，同样由保羅·葛林葛瑞斯导演，马特·达蒙主演，影片也像前作一样获得了影评人和观众的好评，并且其摄影也受到了与《神鬼認證2》类似的批评。
2012年上映的《神鬼認證4》是这一系列的第4部作品，不过达蒙和葛林葛瑞斯都没有参与这个项目，而是由東尼·格萊出任导演，杰瑞米·雷纳扮演男主角，影片所获评价褒贬不一，但总体上还是趋于正面。系列第5部作品《神鬼認證：傑森包恩》在2016年上映，口碑一般，不過票房開出紅盤。